# Tour Ciana
La tour Ciana (en italien : Torre Ciana), est une tour côtière située dans la commune de Monte Argentario, (province de Grosseto), en Toscane, Son emplacement se trouve sur la côte sud du promontoire de l'Argentario, proche de la tour Avvoltore.

## Historique
La structure défensive côtière a été construite par les Siennois au XVe siècle, probablement sur la base d'un projet de Francesco di Giorgio Martini, pour renforcer le système défensif le long de la partie côtière sud du territoire de la république de Sienne. La tour a en effet été construite sur un promontoire avec des fonctions d'observation et de défense active et passive le long de la partie sud de la côte du promontoire de l'Argentario.
Dans la seconde moitié du XVIe siècle, la tour devint l'un des points de référence du système de défense de l'État des Présides ; au cours de cette période, la structure fut encore fortifiée par les Espagnols afin d'améliorer sa fonctionnalité.
La tour a subi de graves dommages à la suite d'une violente incursion de pirates survenue peu avant le milieu du XVIIIe siècle, plus précisément en 1740. Après avoir repris ses fonctions, elle devint une garnison napoléonienne temporaire au début du XIXe siècle, puis passa plus tard dans le territoire administré par le grand-duché de Toscane.
Définitivement abandonnée après l'unification de l'Italie, elle fut vendue en 1877 à des particuliers.